# Phare de Stepping Stones
Le phare de Stepping Stones (en anglais : Stepping Stones Light) , est un phare de style victorien situé dans le long Island Sound, dans le comté de Nassau (Grand New York-État de New York).
Il est inscrit au Registre national des lieux historiques depuis le 15 septembre 2005 sous le n° 73001260 .

## Histoire
Le récif sur lequel il repose a reçu son nom des légendes amérindiennes des Siwanoy. Selon la légende, la tribu aurait fait appel à des guerriers, à des médicaments et à la magie pour chasser le diable du comté de Westchester, à New York, jusqu'à City Island (anciennement Greater Minneford Island). Le diable a ensuite ramassé d'énormes rochers et les a jetés dans le détroit de Long Island, les utilisant comme tremplins pour s'échapper. Les indigènes ont appelé les rochers, "The Devil's Stepping Stones".
Il a été ajouté au registre national des lieux historiques en tant que phare Stepping Stones le 15 septembre 2005 sous le numéro de référence 05001026. En 2008, le phare a été transféré à la ville de North Hempstead. En 2014, la ville a conclu un partenariat avec la Great Neck Historical Society et le Great Neck Park District afin de collecter des fonds pour la réhabilitation du phare. 
Le phare d'Hudson-Athens est un jumeau  de cette structure. Le feu est actuellement utilisé sous la direction de la United States Coast Guard et n'est pas ouvert au public.

## Description
Le phare  est une tour quadrangulaire en brique rouge, avec galerie et lanterne de 14 m de haut, s'élevant de l'ancienne maison de gardien. Son feu à occultations émet, à une hauteur focale de 14 m, un éclat vert de 3 secondes par période de 4 secondes. Sa portée est de 8 milles nautiques (environ 15 km).

## Caractéristiques dufeu maritime
Fréquence :  4 secondes (G)
- Lumière : 3 secondes
- Obscurité : 1 seconde

Identifiant : ARLHS : USA-811 ; USCG : 1-21505 - Admiralty : J0923 .

### Lien connexe
- Liste des phares de l'État de New York